# Monolepta gossypiperda
Monolepta gossypiperda es una especie de insecto coleóptero de la familia Chrysomelidae.
Fue descrita científicamente en 1948 por Bryant.